# Nintoku

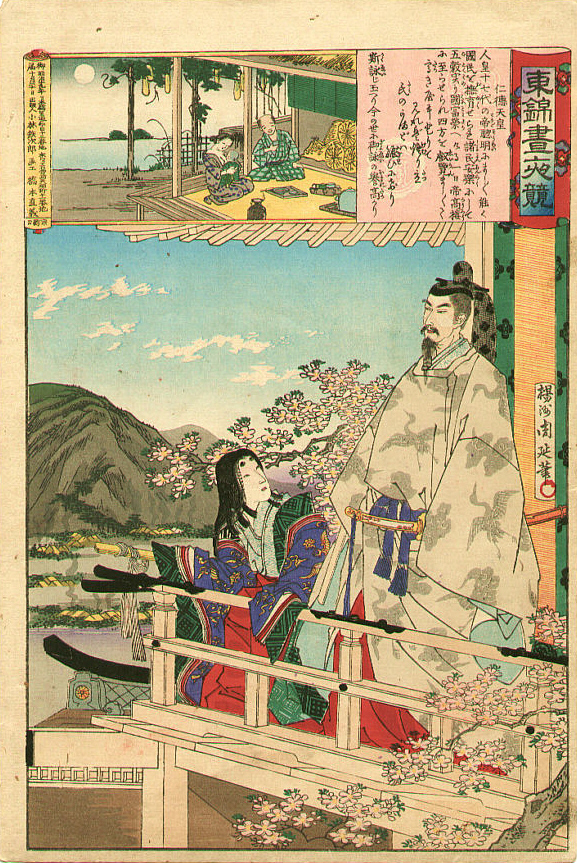
Chikanobu Toyohara (1838–1912), Nintoku spogląda na swój kraj, 1886

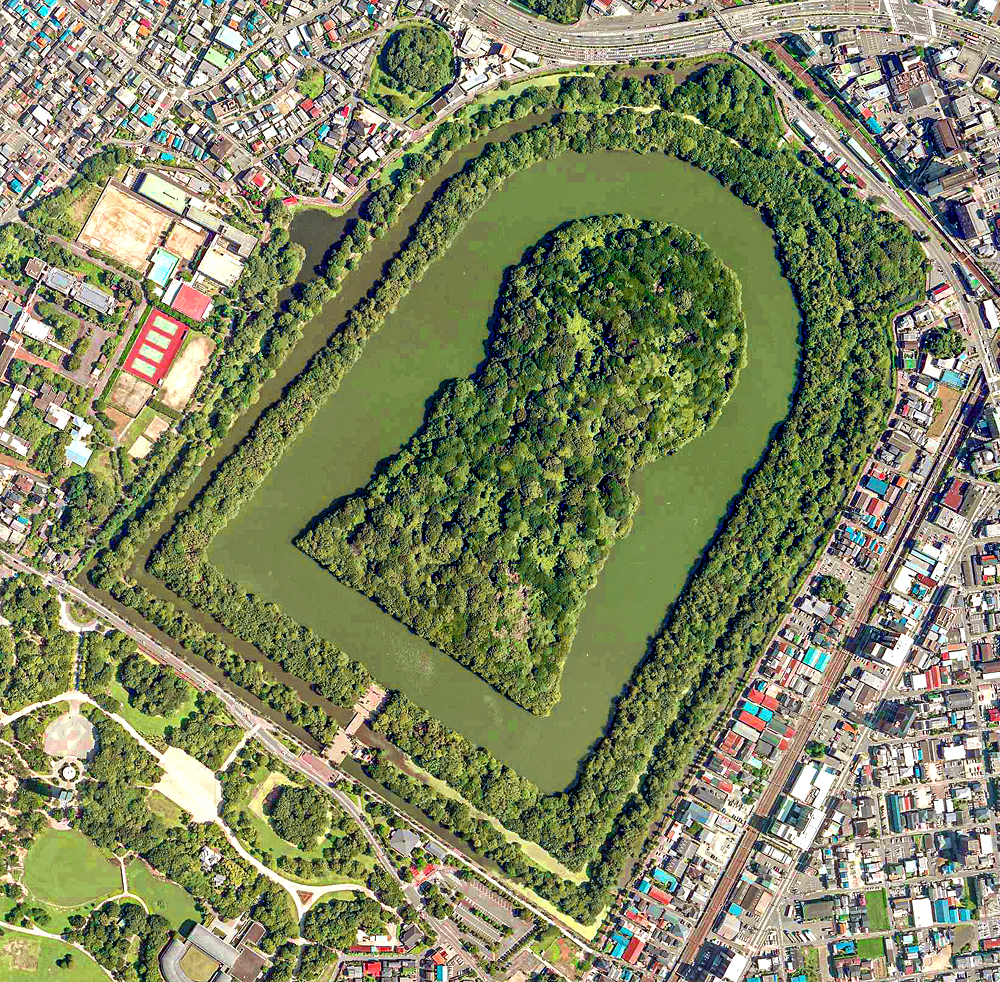
Grobowiec cesarza Nintoku

Cesarz Nintoku (jap. 仁徳天皇 Nintoku tennō) – 16. cesarz Japonii według tradycyjnego porządku dziedziczenia.

## Panowanie
Według kroniki Nihon-shoki z VIII wieku, Nintoku rządził przez 87 lat i jest uznawany za mądrego i życzliwego władcę, który budował  rozwijał gospodarkę kraju oraz zreformował system podatkowy. Istotnym elementem panowania Nintoku były jego działania na rzecz rozbudowy kanałów. W czternastym roku panowania cesarza rozpoczęto budowę kanału, który dostarczać miał wodę z rzeki Ishikawa do regionu Kawachi. Doprowadziło to do zwiększenia obszaru, na którym możliwe było uprawianie ryżu. Stworzył także system zabezpieczający przed powodziami, uważany za pierwsze japońskie przedsięwzięcie inżynieryjne na dużą skalę.

## Grobowiec cesarza Nintoku
W centrum miasta Sakai, w prefekturze Osaka znajduje się Daisen Kofun, kopiec grobowy tego legendarnego cesarza, który panował rzekomo w IV wieku, w latach 313–399. Gigantyczny grobowiec, widziany z góry przypomina dziurkę od klucza. Ma długość 486 m, 305 m szerokości u podstawy, 245 m średnicy i jest największym spośród około 160 tys. kurhanów w całej Japonii. Grobowiec jest otoczony trzema fosami, które wydłużają długość całego kompleksu grobowego do 840 m, a jego obwód wynosi 2,7 km. 
Opierając się na znaleziskach archeologicznych i dokumentach, szacuje się jednak, że cesarz ten panował na początku V wieku, a kopiec został zbudowany po jego śmierci. Obiekt pozostaje w gestii Agencji Dworu Cesarskiego, która traktuje go jako miejsce spoczynku tego cesarza, zgodnie z legendą. Na obszarze wokół kopca Nintoku znajdują się 44 kurhany o różnej wielkości, które tworzą obszar określany zbiorczo jako cmentarz Mozu (Mozu-kofungun) W nomenklaturze Agencji Dworu Cesarskiego grobowiec cesarza Nintoku nazywa się Mozu no Mimihara no naka no Misasagi.

### Legenda o cesarzu
Pewnego dnia Nintoku wyszedł na taras swojego pałacu, spojrzał na swoje dobra i zasępił się. Ze zdumieniem zauważył, że ponad domostwami jego ludu nie unoszą się dymy. Zapytał więc swojego doradcy, jaka jest tego przyczyna. Ten wyjaśnił, że zbyt wysokie obciążenia podatkami, narzuconymi przez władcę, doprowadziły lud do skrajnie trudnej sytuacji. Cesarz zrozumiał swój błąd, iż tworzenie wspaniałości jego pałacu nie może odbywać się kosztem cierpienia ludu. Zniósł podatki w całym kraju tak konsekwentnie, że zaniedbał swój pałac, który popadł w ruinę.